# Technische Überwachung Fahrweg
Die Technische Überwachung Fahrweg (TüFa) ist ein Assistenzsystem zur Gleisfreimeldung in mechanischen und elektromechanischen Stellwerken. Das System wurde von der Deutschen Bahn in Reaktion auf mehrere Unfälle in Bahnhöfen ohne Gleisfreimeldung entwickelt. Bei diesen Unfällen wurden Züge versehentlich in ein falsches, besetztes Gleis geleitet, wo sie mit einem stehenden Zug kollidierten.

## Geschichte

### Ausgangslage
2017 waren von insgesamt 2742 Stellwerken im Netz der Deutschen Bahn 718 mechanische und 311 elektromechanische Stellwerke.
Diese Stellwerke besitzen häufig keine Gleisfreimeldeanlage. Durch den Fahrstraßenausschluss wird auch bei diesen Stellwerken sichergestellt, dass nie zwei sich kreuzende oder berührende Fahrstraßen eingestellt werden, wodurch verhindert wird, dass zwei fahrende Züge kollidieren. Nachdem ein Zug in den Bahnhof eingefahren ist, wird die Fahrstraße jedoch aufgelöst. Durch die fehlende Gleisfreimeldeanlage ist es nun technisch möglich, eine Zugfahrt in das durch einen anderen Zug, eine Rangierfahrt oder abgestellte Fahrzeuge besetzte Gleis zuzulassen. Um dies zu verhindern, müssen vom Fahrdienstleiter bei für längere Zeit belegten Einfahrgleisen Hilfssperren an die Fahrstraßenhebel der Einfahrstraßen angebracht werden, die ihn an im Gleis stehende Fahrzeuge erinnern sollen. Darüber hinaus muss er sich grundsätzlich vor Zulassung jeder Zugfahrt davon überzeugen, dass der Fahrweg frei ist, was bei nicht vorhandener Gleisfreimeldeanlage durch Hinsehen erfolgt. Durch die fehlende technische Sicherung kann es auch im Regelbetrieb durch menschliches Versagen zu Unfällen kommen, wie es in der Vergangenheit bereits mehrfach geschah.

### Auslöser
Beim Eisenbahnunfall von Leese-Stolzenau auf der Bahnstrecke Nienburg–Minden kollidierte am 30. Juni 2017 ein aus Minden kommender Güterzug mit einem weiteren Güterzug, der im Bahnhof Leese-Stolzenau wartete. Nach Abschluss der Untersuchungen gab die Bundesstelle für Eisenbahnunfalluntersuchung im Januar 2018 folgende Sicherheitsempfehlung heraus:

„Bahnhöfe, die bisher über keine selbsttätige Gleisfreimeldeanlagen verfügen, sollten dahingehend einer Risikobetrachtung unterzogen werden. Im Ergebnis dessen sollten die Hauptgleise dieser Bahnhöfe entsprechend der Risikoklassifizierung sukzessive mit einer selbsttätigen Gleisfreimeldeanlage nachgerüstet werden.“

Dem Sicherheitsbericht des Eisenbahn-Bundesamtes 2018 zufolge war erst der Eisenbahnunfall von Aichach Auslöser für die Maßnahmen. Bei dem Unfall am 7. Mai 2018 kollidierte eine Regionalbahn mit einem im Bahnhof stehenden Güterzug, nachdem auch hier die Einfahrt des Zuges in das falsche Gleis eingestellt wurde. Der Triebfahrzeugführer und ein 73 Jahre alter Fahrgast verstarben. Nach dem Unfall wurden erstmals Planungen der Deutschen Bahn bekannt, systematisch Bahnhöfe ohne Gleisfreimeldeanlage nachzurüsten.

### Einsatz
Der Testbetrieb des Systems begann im Januar 2019 in den Stellwerken der Bahnhöfe Utting an der Ammerseebahn und Nieukerk an der Linksniederrheinischen Strecke. Die DB Netz plante, 50 weitere Stellwerke bis Ende 2019 nachzurüsten, darunter auch das Stellwerk in Aichach. Dort wurde später eine Inbetriebnahme am 13. Mai 2020 angekündigt, wegen der COVID-19-Pandemie wurde die Anlage jedoch erst einige Wochen später in Betrieb genommen.
Mit einem Investitionsvolumen von ca. 90 Millionen Euro sollen bis 2023 ungefähr 600 Stellwerke mit dem System ausgestattet werden.

## Funktionsweise
Da eine Nachrüstung einer Gleisfreimeldeanlage aufgrund der vielfachen örtlichen Besonderheiten der Stellwerke durch die erforderlichen Planungen und Sicherheitsnachweise viel Zeit in Anspruch nehmen würde, nutzt die Technische Überwachung Fahrweg nur bereits vorhandene Schnittstellen, sodass die Funktion des vorhandenen Stellwerks nicht beeinträchtigt werden kann.
Für die TüFa werden die Hauptgleise der Bahnhöfe mit Achszählern ausgestattet. Damit wird festgestellt, ob das Gleis frei ist. Beim Versuch, eine Fahrt in ein Gleis zuzulassen, das so als besetzt gemeldet wird, wird der Signalhebel blockiert und es ertönt ein akustisches Signal. Da von einem Signal aus mehrere Fahrstraßen ausgehen können, muss das System dazu auch die Stellung der Fahrstraßenhebel feststellen. Wurde beispielsweise eine Fahrstraße von einem Einfahrsignal nach Gleis 1 verschlossen, sperrt die TüFa den Signalhebel, wenn Gleis 1 belegt ist. Wird dagegen eine Fahrstraße nach Gleis 2 verschlossen, wird diese Freimeldung dieses Gleis ausgewertet. Die TüFa kann für Störungsfälle mit einem Schalter mit Zählwerk abgeschaltet werden, sodass sie die Signalhebel nicht mehr blockiert.
Die Technische Überwachung Fahrweg ist keine signaltechnisch sichere Anlage. Der Fahrdienstleiter darf sich nicht auf die Funktion der TüFa verlassen, sondern muss weiterhin nach den Vorgaben der Fahrdienstvorschrift das Freisein des Fahrwegs durch Hinsehen prüfen. Um zu verhindern, dass die TüFa als Ersatz für eine Fahrwegprüfung genutzt wird, arbeitet das System nur im Hintergrund, hat also keine Anzeige für die Gleisbelegung.